# Chiesa anglicana (Palermo)

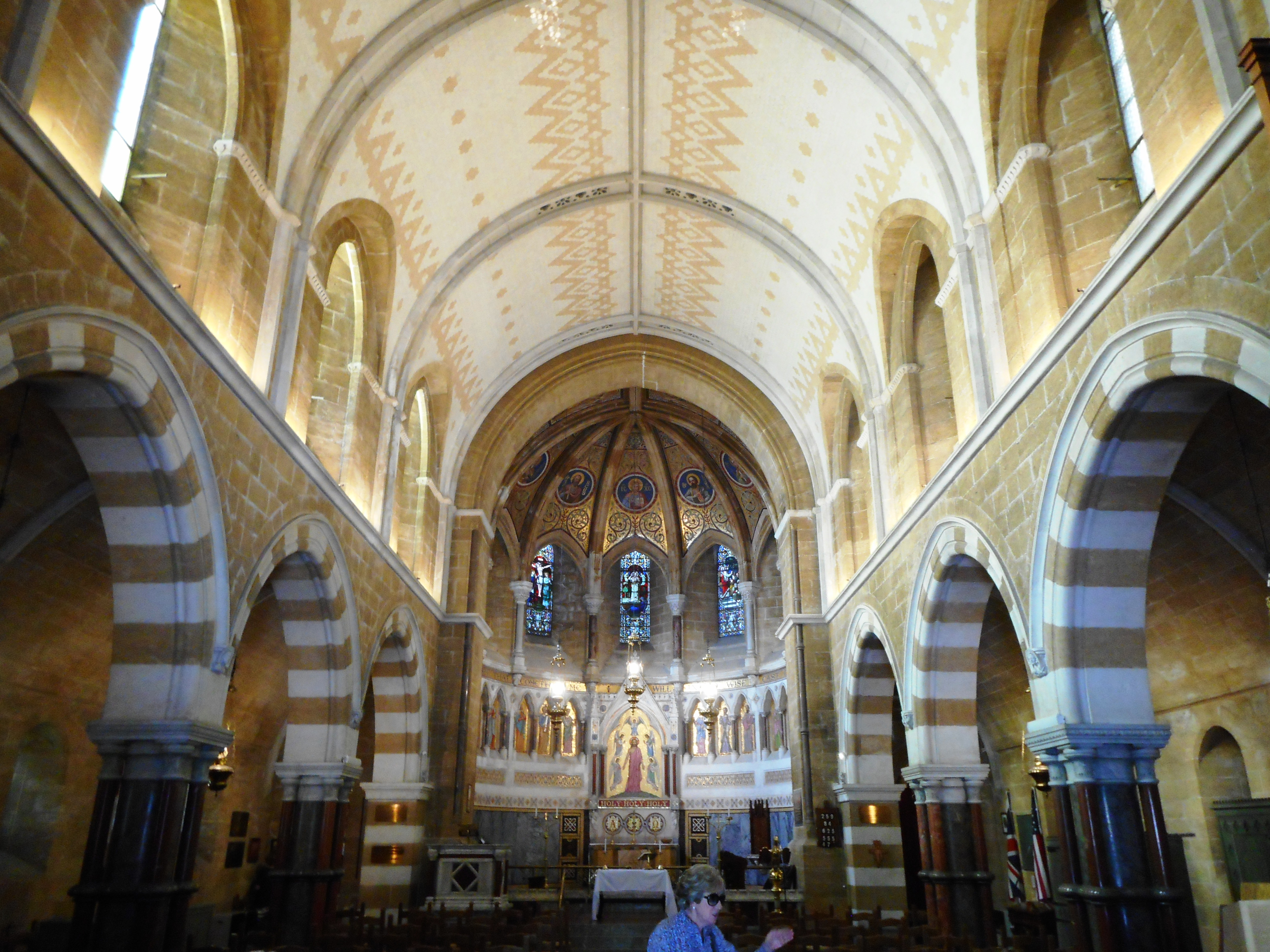
Interno

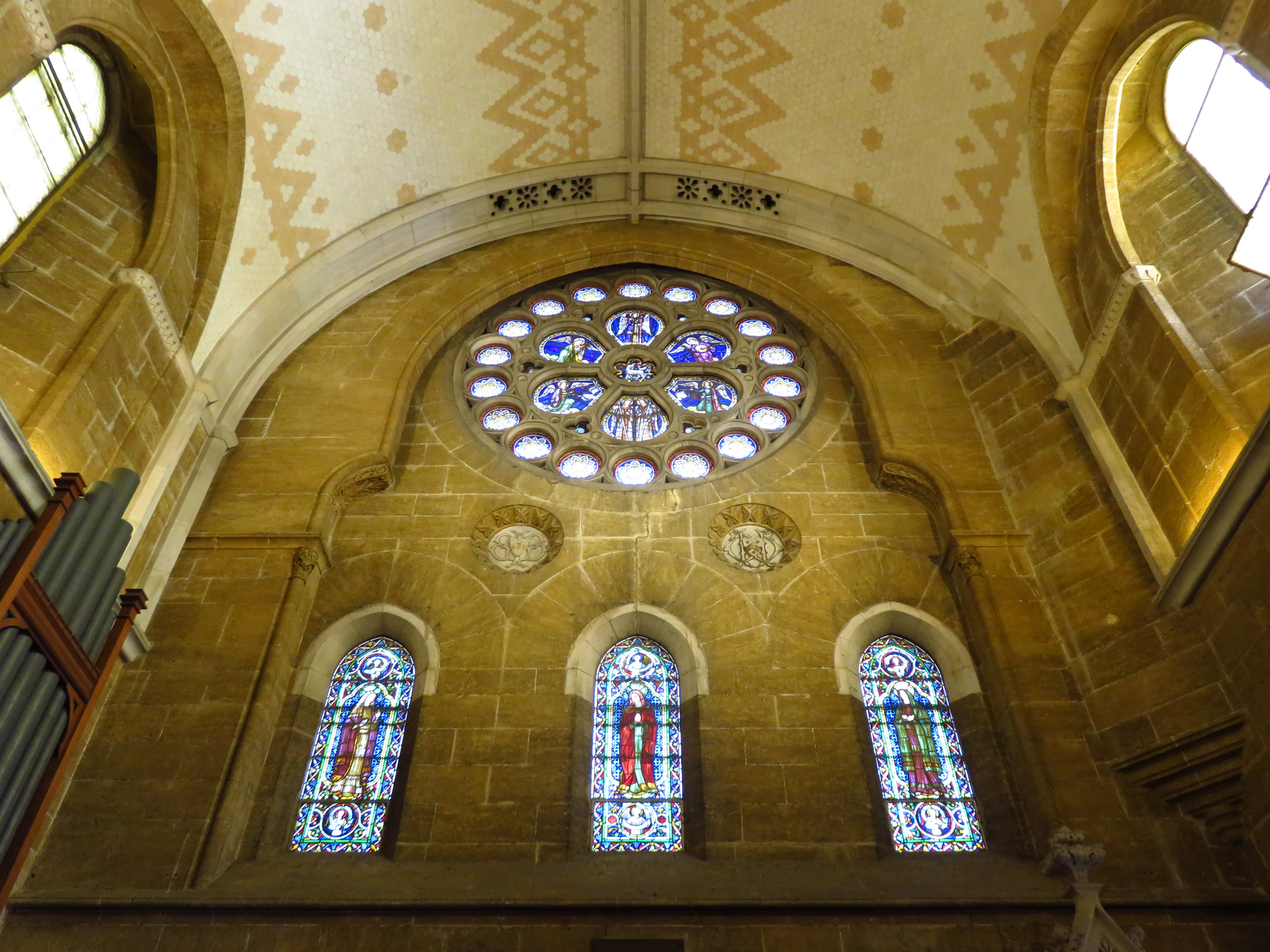
Contro-facciata

La chiesa della Santa Croce (o Church of the Holy Cross) è una chiesa anglicana del XIX secolo situata in via Roma a Palermo.
È l'unica chiesa anglicana della città.

## Storia
Durante il XIX secolo la presenza inglese a Palermo era molto ricca, giacché molti imprenditori decisero di trasferirsi dall'Inghilterra alla Sicilia investendo su di essa. Fu in questo periodo che a Palermo si costituì una comunità di religione anglicana. Inizialmente i riti venivano tenuti all'interno di un'ala di palazzo Lampedusa, ma successivamente due imprenditori inglesi decisero di finanziare la costruzione di una chiesa; si trattava dell'imprenditore Joseph Whitaker e del cugino Benjamin Ingham Jr..
Benjamin Ingham Jr. donò un proprio terreno sito di fronte l'allora palazzo Ingham (oggi Grand Hotel et des Palmes) ma morì nel 1872, così Whitaker si occupò della costruzione dell'edificio che iniziò nel 1872 e venne inaugurato il 19 dicembre 1875. Il progetto venne stilato dall'architetto Henry Christian, che era anche genero di Joseph Whitaker. L'organo, costruito dalla ditta "T. W. Walker & Sons" di Londra, venne spedito direttamente da Londra ed è stato ricostruito nel 2003 in occasione del centenario dello stesso.
Alla morte di Joseph Whitaker, avvenuta nel 1884, il figlio Joshua ne divenne l'amministratore; quando questi morì nel 1926, tale compito passò al fratello Joseph e poi alla nipote Delia la quale, come ultima amministratrice, affidò nel 1962 la chiesa alla diocesi di Gibilterra. Oggi il luogo di culto, che dipende dalla Chiesa Anglicana d’Inghilterra, fa parte della Diocesi d’Europa.

## Stile
Lo stile della chiesa è quello tipico delle chiese anglicane dell'epoca, con ampio rosone centrale ed un sottile campanile che termina a punta. La base dell'edificio segue una pianta regolare rettangolare e le facciate, sia quelle frontali che quelle laterali, risultano abbastanza spoglie di decorazioni: sono presenti soltanto piccoli lucernai.
Il pulpito realizzato con marmi di diversi colori è opera dello scultore Benedetto Civiletti.
La documentazione relativa alla storia della chiesa è conservata presso la Fondazione Giuseppe Whitaker di Palermo.